# Alois Stockmann

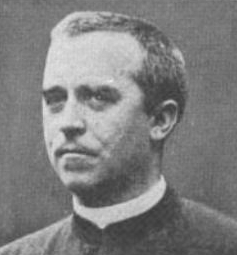
Alois Stockmann

Alois Stockmann SJ (* 8. August 1872 in Sarnen; † 15. März 1950 in Luzern) war ein Schweizer Jesuitenpater, Schriftsteller und Literaturhistoriker.

## Leben
Alois Stockmann wurde als Sohn des Arztes Melchior Stockmann und dessen Frau Theresa, geb. Wyrsch, in Sarnen geboren. Stockmann besuchte von 1885 bis 1893 das Kollegium Sarnen. Am 1. Oktober 1893 trat er in Blijenbeek den Jesuiten bei. Er studierte im niederländischen Exaten bei Roermond Rhetorik und am Ignatiuskolleg in Valkenburg aan de Geul Philosophie und kam dann nach Bombay als Class-Master an die St. Xavier’s High School. Aus gesundheitlichen Gründen kehrte er nach Europa zurück, worauf er Theologie in Valkenburg studierte, wo er am 30. August 1903 die Priesterweihe empfing. Er legte die letzten Gelübde am 2. Februar 1911 ab. Zwischen 1907 und 1909 studierte er in München Literaturgeschichte. Zahlreiche Artikel veröffentlichte er in den Stimmen der Zeit, deren Mitarbeiter er jahrzehntelang war und zu deren Redaktion er in den Jahren 1920–1930 gehörte. Im Jahre 1936 kehrte er in die Schweiz zurück und verbrachte nach verschiedenen Seelsorgeeinsätzen die letzten Jahre im Altersheim Steinhof in Luzern. Er wechselte am 27. April 1947 in die Viceprovincia Helvetica.

## Schriften (Auswahl)
- Thomas Moore, der irische Freiheitssänger. Biographisch-literarische Studie. Freiburg im Breisgau 1910, OCLC 2412120.
- Zum Goethe-Problem. Literarhistorische Studien. Freiburg im Breisgau 1920.
- Die deutsche Romantik. Ihre Wesenszüge und ihre ersten Vertreter. Freiburg im Breisgau 1921, OCLC 642891529.
- Die jüngere Romantik (Brentano, Arnim, Bettina, Görres). Mit einem bibliographischen Anhang. München 1923, OCLC 215037155.